# 塔樓村
塔樓村位於臺灣屏東縣里港鄉西南隅，潮厝村、玉田村以南處，鄰接九如鄉。原為馬卡道族鳳山八社塔樓社社地，漢人開墾的歷史可追溯回雍正年間:72
。今日塔樓為典型的農村，村裡有全台少見的三坪祖師信仰，居民主體多為楊、陳、許等姓:13。

## 歷史
塔樓此名來自荷治時期1635年聖誕節搭加里揚之戰次年2月4日向荷蘭人認錯求和的平埔族馬卡道族大社搭加里揚社分社之一的聚落塔樓社（荷蘭語：Zoatalau）。據1650年荷蘭大員當局所做的統計，塔樓社為全臺灣最大的原住民部落，約在兩千人上下:76。塔樓社之勢力範圍甚大，學者咸認九如鄉之番社、塔樓為其主要之聚落。
雍正年間，此地有王姓、楊姓人家入墾:82。塔樓村先民多來自福建省漳州府平和縣:261，該地邱姓先民帶來之香火日後成為塔樓村信仰中心祖師廟:46，而其中以來自福建省漳州府平和縣南勝鎮的楊姓一族為大宗:81，今塔樓楊氏一族還留有入贅番社酋長生楊氏六房、番祖母葬地茄苳樹等傳說:3。乾隆年間此地設有「搭樓汛」。清朝中後期，建立三坪祖師廟。
今日九如鄉三塊村的主要聚落三塊厝與塔樓村密不可分，該村先民由塔樓村移往南邊數公里處拓墾，後因水患許多人家遷回，僅留下楊、林、陳三戶人家，故名三塊厝:289。而村內另一聚落頂三塊厝則源自當地的盧、蕭姓三戶住民:18。
日據時代此地被改為里港庄第六保，直至光復後始改為塔樓村。2000年建立塔樓國小。塔樓村居民今日多以泰國蝦、畜產等為業，合計年產值高達數億元以上。

## 聚落
- 頂三塊厝
- 塔樓

## 信仰中心
- 塔樓三坪祖師廟 （页面存档备份，存于）

## 教育
- 屏東縣里港鄉塔樓國民小學 （页面存档备份，存于）